# Taito (företag)

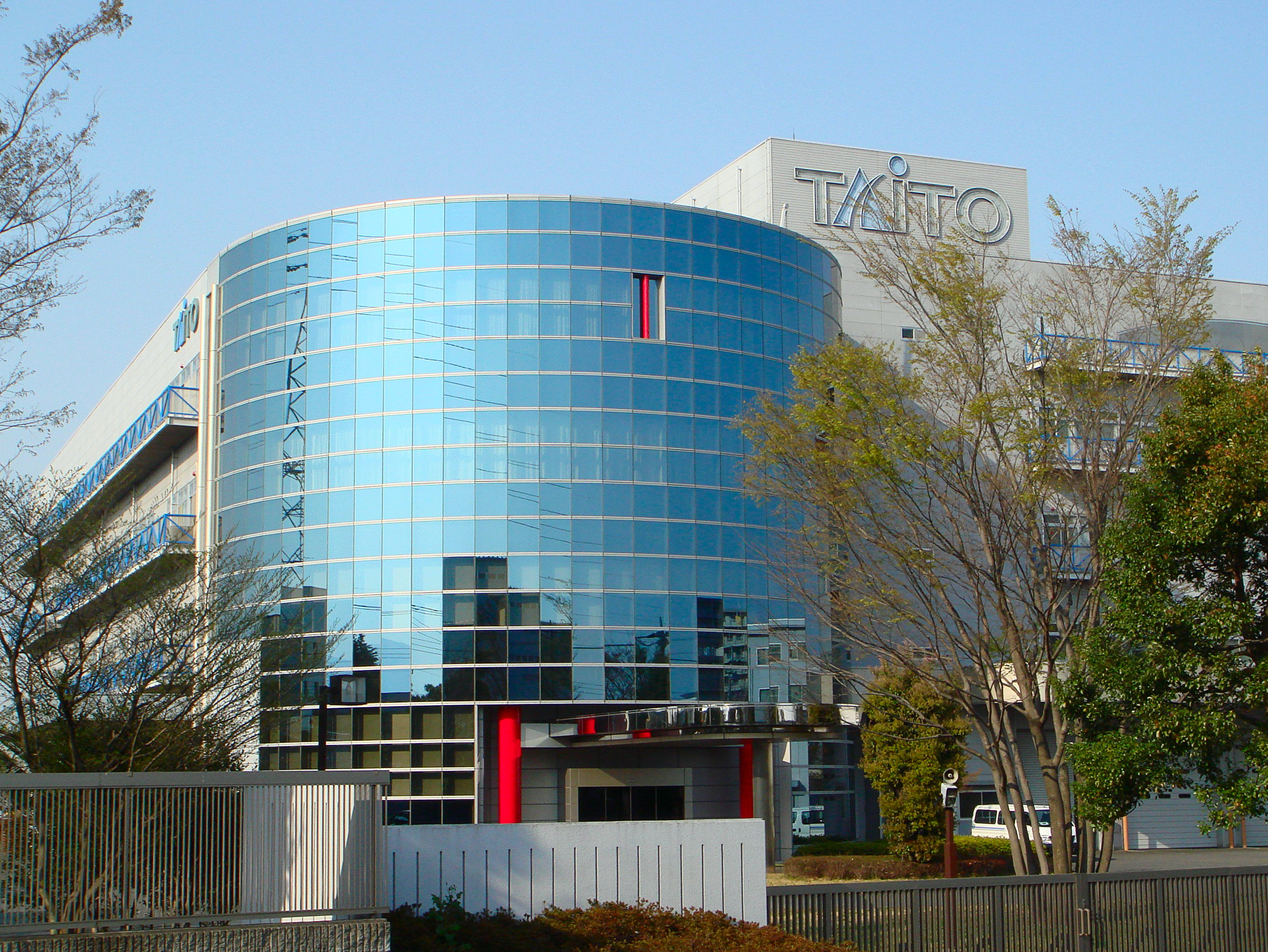
Taito utvecklingscenter i Ebina, nedlagt 2014

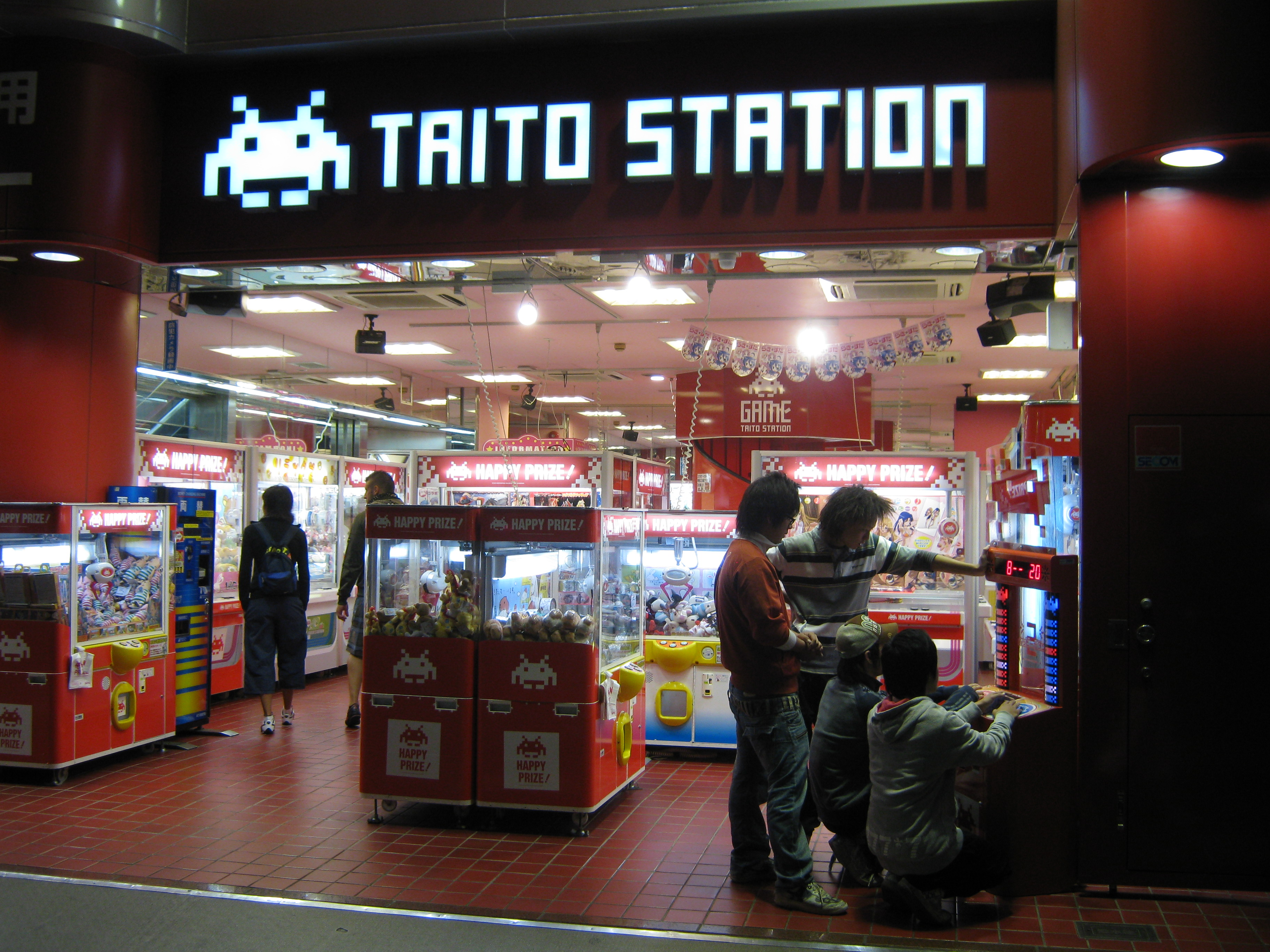
En av Taitos arkader

Taito är en japansk TV-spelsutvecklare. Företaget startades 1953 av ukrainaren Michael Kogan och sålde då varuautomater. 1973 släppte företaget sitt första arkadspel. 1992 skapade företaget en CD-ROM-baserad spelkonsol med namnet WOWOW, men systemet släpptes aldrig. Taito ägs sedan år 2005 av Square Enix.

## Kända spel
Kända spel/spelserier som ingår i företaget är bland annat följande:
- Arkanoid
- Bubble Bobble
- Bust-A-Move
- Lufia
- Qix
- Space Invaders